# 彈射椅

彈射座椅

彈射椅（Ejection seat），或稱彈射座椅，是軍用飛機及載人太空船飛行員用的座椅，可在緊急情況下將飛行員彈離飛行器並使其安全着陸的航空救生設備，航天器(例如火箭)通常是配備逃逸塔，直接將乘員艙帶離火箭，部分超音速轟炸機也是將駕駛艙整個射出。
彈射椅由德國人於第二次世界大戰時所發明，當時製造商已預算將來戰鬥機逃脫成功率因高速而越來越低（有可能在墜落途中駕駛員用傳統逃生方式時會被螺旋槳打到），會影響到飛行員的作戰士氣，故開始研發合適的救生設備。彈射椅初採用壓縮空氣作彈射動力，但發展氣密保持技術的困難和動力不足都讓此類首款「0代彈射椅」終告失敗。及後科學家利用火箭動力，成功研發「一代彈射椅」。此款彈射椅約在1943至1944年量產，第一批被安裝的飛機應該是He 162戰鬥機、He 219戰鬥機、Do 335戰鬥機（最先裝的可能是He-162）。及至現代，彈射椅已為全自動程序裝置，飛行員只要拉動彈射手柄，從座椅彈出至乘降落傘着陸全都會按程序自動完成。
現在比較知名的戰鬥機彈射椅為美國古德里奇ACES II、英國馬丁貝克出品的產品與俄羅斯K-36系列。